# Anders Matthesen
 "Anden" omdirigeres hertil. For information om anden (dyret), se ænder.
Anders Matthesen (født 6. juli 1975 på Østerbro, København), også kendt under kunstnernavnet Anden, er en dansk stand-up komiker, skuespiller, rapper, sangskriver, manuskriptforfatter, forfatter, tegnefilmsdubber og filminstruktør. Matthesen er opvokset i Albertslund, og han refererer ofte til bydelen i sin standup og bruger den i sin humor.
Matthesen startede sin karriere som tolvårig som rapper, hvor han gik under kunstnernavnet, DJ And. I 1993 debuterede han som standupkomiker, hvor han ved Danmarksmesterskaberne i Stand-Up fik en andenplads. Han var efterfølgende med i flere tv-programmer, og i 2000 udgav han CD'en Hva' snakker du om? – Den ka' byttes Vol. 1, som blev populær. I 2001 udkom CD'en Terkel i knibe, som var produceret til Børneradio. Som følge af succesen blev historien Terkel i knibe filmatiseret som animationsfilm i 2004. I 2003 blev hans voksen-julekalender, Jul på Vesterbro, sendt på DR2. Serien blev en stor succes. Han har også spillet med i teaterforestillingerne Simon: Spies, skæg og ballade (2004) og Kjeld og Dirch: En Kærlighedshistorie (2011).
I 2006 fik Matthesen sin første dramatiske hovedrolle i filmen Rene hjerter, mens han i 2009 debuterede som instruktør med filmen Sorte kugler, hvor han også spillede hovedrollen. Derudover har han haft roller i Det grå guld (2013), De frivillige (2019) og Marco effekten (2021). I 2022 spillede han hovedrollen i Netflix filmen Toscana. Matthesen skrev i 2016 sin første bog Ternet Ninja, som han to år efter filmatiserede til filmen af samme navn. Efterfølgeren Ternet Ninja 2 udkom i 2021. De to animationsfilm har tilsammen solgt over 1,8 millioner biografbilletter i Danmark og er blandt de mest sete danske film. I august 2025 fik den sidste Ninja-film, Ternet Ninja 3, premiere.
Som rapper udgav han i 2006 debutalbummet Soevnloes, som solgte omkring 20.000 eksemplarer. Han udgav efterfølgende to album med begrænset succes; Villa Peakstate (2010) og Blodhævn (2018).
Matthesen har turneret med sine mange comedyshow, bl.a. Tal for dig selv (2004), Anden paa coke? (2006), Anders Matthesen...vender tilbage (2009), Anders (2012), Shhh (2016) og ANDEN 25 (2018).
Han har modtaget en lang række priser og nomineringer for sit arbejde, og han har som den eneste vundet titlen "Årets komiker" tre gange ved Zulu Comedy Galla.

## Karriere

### Opvækst
Matthesen blev født på Østerbro i København og voksede de første år af sin barndom op med sin mor, far og to år ældre bror, Jesper. Begge forældre er kunstmalere, men begge har deltidsarbejde ved siden af kunstnertilværelsen - faderen var postbud og moderen kontormedarbejder på KUA. Efter et par år på Østerbro flyttede familien til Frederiksberg, men da Anders er seks år, bliver forældrene skilt, og da Anders går i anden klasse, flytter han og storebroderen til Albertslund.
Han begyndte at rappe som 12-årig under kunstnernavnet DJ And. Sammen med sin bedste ven Tue og broren dannede han gruppen The Human Beat Boys, som i 1991 vandt en pladekontrakt med Mega Records i TV 2-programmet Dæxel med Dan Rachlin som vært. Aftalen blev dog aldrig til noget, hvilket ifølge Matthesen var med til, at gruppen gik i opløsning: "Vi blev snydt. Det var en kæmpe skuffelse og vildt frustrerende. Nu havde man kæmpet så hårdt for det for bare at blive røvrendt".

### Debut og gennembrud (1993-2000)
Matthesen debuterede som stand-up komiker ved Danmarksmesterskaberne i Stand-Up på Restaurant DIN's i 1993, hvor han fik en andenplads. Inden kvalifikationen snakkede han med Lasse Rimmer, der havde et par års erfaring, og opdagede at han var meget uvidende om standup. Han troede bl.a. at man improviserede meget af det på scenen. Til forskel fra de andre deltagere havde han skrevet fem minutters nyt materiale til finalen, hvilket ikke var forventet i konkurrencen. Han endte med en andenplads efter Mads M. Nielsen.
I 1995 var han for første gang med i velgørenhedsshowet Talegaver til børn sammen med en række andre etablerede komikere i Danmark, ligesom han begyndte at dukke op i mindre indslag i TV 2's talkshow Darios Joint. Efterfølgende blev han vært for programmet Andarki i 1998 og Andesortering fra samme år - begge på TvDanmark. Andensortering var et såkaldt klip-program, et underholdningsprogram, der bestod af en danskproduceret præsentation af udenlandsk producerede fraklip, tv-reklamer og hjemmevideoer, og i programmet spillede Matthesen en lang række håbefulde tv-talenter. Flere af dem har man oplevet i andre af Anders' værker, heriblandt Jul på Vesterbro. I 1999 medvirkede han i 10 afsnit af DR2s tv-sketchprogram Casper & Mandrilaftalen. Samme år optrådte han for første gang med sit eget one-man show på Comedy Zoo. Showet hed Fra ende til Anden, men er aldrig blevet udgivet og er derfor ofte overset. Han medvirkede samme år i DR's sketchprogram Intermezzo sammen med Mick Øgendahl.
Han fik et mindre folkeligt gennembrud med cd-udgivelsen Hva' snakker du om? – Den ka' byttes Vol. 1 (2000), der indeholdt en samling sketch og sange oprindeligt produceret til Børneradio, et program på Danmarks Radios P3. En stor del af sangene var produceret af Bossy Bo under navnet Bossy Bjælke. Albummet solgte 80.000 eksemplarer.
Senere eller sideløbende med Børneradio-projektet havde Matthesen også et mindre kendt program kørende på P3's aftenflade. I et par måneder i år 2000 berettede han i programmet Oraklet om sine forskellige ekspeditioner ud i en gakket verden.

### Videre succes ogJul på Vesterbro(2001-2008)
I 2001 udkom CD'en Arne Fortæller... Terkel i Knibe, et gyserhørespil for børn om blandt andet mobning også oprindeligt produceret til Børneradio. Albummet solgte 35.000 eksemplarer. Terkel i Knibe blev i 2004 filmatiseret som animationsfilm. I september 2004 var filmen set af 379.313 i biografen. Da Terkel i Knibe udkom på DVD, solgte den 120.000 eksemplarer. Nordisk Film mente, at omfattende piratkopiering af DVD'en var skyld i, at der blev solgt 20-30.000 færre eksemplarer, end der ellers kunne være solgt.
Han medvirkede på tre sange på albummet Get a Life Selv fra Bossy Bo og Jazzy H udgivet under navnet Hustlerne i 2003. De var kendt fra hiphop gruppen Østkyst Hustlers.
Han optrådte første gang uden for standup sammenhæng i Tivolirevyen i 2003, instrueret af Nikolaj Cederholm. Matthesen debuterede som skuespiller i lufthavnsshowet Simon: Spies, skæg og ballade på Gasværket i 2004. Han spillede med stor succes Simon Spies i et teaterstykke skrevet og instrueret af Nikolaj Cederholm. Berlingske skrev bl.a. "Det er formidabelt. Fandtes der ikke en Anders Matthesen, ville de være nødt til at genmanipulere ham frem til denne forestilling. Matthesen er mageløs." Forestillingen er udgivet på DVD.
I december 2003 sendte DR2 Jul på Vesterbro som voksen-julekalender. Den blev en stor succes og blev udgivet på DVD og sendt flere gange. I julekalenderen spiller Matthesen størstedelen af rollerne, og den handler om den dysfunktionelle familie Stardust bestående af bl.a. Stewart Stardust og Danny og deres liv. Serien havde et seertal på ca. 200.000 da den blev sendt i 2003.
Matthesens mange tv-optrædener tæller Perforama, seks dramaproduktioner med lavt budget vist på DR2. I 2005 spillede han en hovedrolle i Rene hjerter, en dansk spillefilm der fik premiere i efteråret 2006. Matthesen spiller den 30-årige Kris, der er indlagt på en psykiatrisk afdeling. Kris lider af aspergers syndrom og har en særinteresse i film, og han er besat af en gammel, dansk spillefilm, Rene Hjerter; en dag vælger han at flygte fra hospitalet for at opsøge Linda, heltinden i Rene Hjerter. Spillefilmen Rene Hjerter har manuskript af Kim Fupz Aakeson (baseret på en af hans egne bøger, Alting og Ulla Vilstrup) og er instrueret af Kenneth Kainz.
I 2006 optrådte han i Falkoner Salen med comedyshowet Anden paa coke?, som han turnerede rundt i landet med og blev set af over 100.000 mennesker.
I 2008 var Matthesen aktuel som manuskriptforfatter i tv-serien Comedy-kuren med Henrik Bruun, der blev sendt på Kanal 5 og udgivet på DVD. Han modtog også Livsglædens Pris på kr. 200.000, som uddeles af Simon Spies Fonden. Den 1. august 2008 havde hans standup-show Anders Matthesen...vender tilbage premiere på Gasværket i København. Matthesen fortsatte sin turné til marts 2009. Optagelsen af showet på Det Kongelige Teater i København udkom med ekstramateriale den 9. november 2009 på DVD.

### Instruktørdebut og mere standup (2009-2015)
Matthesen debuterede den 12. juni 2009 som filminstruktør med komediefilmen Sorte kugler, som han selv har skrevet og spiller hovedrollen i. Filmen blev set af mere end 400.000 i biograferne og var dermed den mest sete danske film i 2009.
Han modtog prisen for "Årets komiker" ved Zulu Comedy Galla i 2009. I efteråret 2009 turnerede Matthesen med kollegaen Thomas Hartmann med standup-showet Bytte Bytte Købmand, hvor de optrådte med den andens materiale.
Han udgav den 18. januar 2010 sit andet album som rapper, der fik titlen Villa Peakstate opkaldt efter Matthesens eget hjem. Albummet blev meget dårligt anmeldt i musikmagasinet GAFFA, men var alligevel nomineret til Årets Danske Hip Hop Udgivelse ved GAFFA-Prisen samme år. Han samarbejder med jævne mellemrum med Thomas Hartmann, Nikolaj Peyk og Bo Rasmussen kendt fra Østkyst Hustlers.
I november 2011 annoncerede Anders på Facebook, at der var et nyt show på vej med navnet ANDERS. Showet havde premiere 5. september 2012, og fik de hidtil bedste anmeldelser for et af hans show. Ud over de gode anmeldelser er showet det hurtigst sælgende show med Matthesen til dato. Inden premieren var der solgt 60.000 billetter og 2 uger efter premieren rundede salget 100.000 dvs. ca. 3.000 billetter om dagen. Showet "Anders" er et show om identitet, og hvem man i virkeligheden er.
I 2013 spillede han en lille rolle som våbensælgeren Kenneth i Det grå guld. I Berlingskes anmeldelse af filmen skrev, at Matthesen "indkasserer filmens bedste grin...". Han vandt prisen Årets komiker til Zulu Comedy Galla for anden gang i 2013 for sit show ANDERS.
I 2015 medvirkede Matthesen på nummeret "Tæl Til 10" på den danske rapper Pato Siebenhaars EP Skarp. Udgivelsen blev godt modtaget.

### Ternet NinjaogDen anden side(2016-2019)
I 2016 annoncerede Matthesen sit onemanshow Shhh, som fik premiere i Falkoner Salen den 2. september 2016. Ud over at besøge Danmarks seks største byer blev turneen i 2017 udvidet fra januar til marts, hvor det blev spillet i flere byer. Det solgte 27.000 billetter den første måned, og er dermed et af hans hurtigst sælgende show, og det endte med at sælge over 60.000 billetter. Den 28. oktober 2016 debuterede han som børnebogsforfatter med romanen Ternet Ninja, der bl.a. blev rost i Politiken, der skrev, at han ramte plet med sin børnebog. Bogen modtog Orla-prisen for Bedste handling i 2017.
Den 27. april 2017 var der premiere på dokumentarfilmen Den anden side. Filmen er instrueret af Pernille Rose Grønkjær, der følger Matthesen mellem hans to onemanshow ANDERS og Shhh fra 2013 til 2016. Filmen modtog generelt gode anmeldelser. BT og Soundvenue tildelte filmen fire ud af seks stjerner, mens Filmmagasinet Ekko gav den fem af seks stjerner. Den modtog også fem af seks stjerner af DR's anmelder, der skrev, at filmens åbenhed ikke blot var "et spændende portræt af Matthesen, men også [...] et fascinerende billede på en kreativ proces" Politikens anmelder, Kristoffer Hegnsvad, tildelte filmen tre af seks hjerter og erklærede sig "mildt skuffet" som fan af instruktøren. Han mente ikke, at man havde fået nok ud af mødet mellem "en af Danmarks bedste dokumentarister og en af Danmarks største komikere" og konstaterede, at der i filmen "[hverken findes] en tanke, der hæver sig op over navlen, eller en, som dolker sig seriøst grundigt ned i den" Han roste dog filmen for at være "den mest velproducerede danske dokumentarfilm, jeg har set i årevis", især grundet Jacob Thuesen og Kasper Leicks klipning og Torsten Høgh Rasmussens design.
Den 12. april 2019 udkom animationsfilmen Ternet Ninja, som Matthesen har skrevet, instrueret og lægger stemme til. Den blev en stor succes og solgte over 220.000 billetter de første fire dage, hvilket var en rekord. Siden har filmen solgt 940.000 billetter, hvilket gør de til den sjette mest sete danske film nogensinde. I efteråret 2019 vandt han 3. gang Årets komiker ved Zulu Comedy Awards, hvilket var første gang at en komiker har modtaget prisen tre gange. Han fik prisen i 2019 for filmen Ternet Ninja og showet ANDEN 25.

### Ternet Ninja 2og3,ToscanaogJOKES – fra en hvid, straight mand(2021-nu)
I 2021 udkom Ternet Ninja 2. Ligesom forgængeren blev det både en kritikermæssig og publikumsmæssig succes. Med 246.684 solgte biografbilletter inkl. snigpremierebilletter fik filmen rekorden for den største premiereweekend for en dansk film nogensinde. Ternet Ninja 2 vandt som forgængeren en Robert for årets børne- og familiefilm, samt prisen for Årets adapterede manuskript. Matthesen var desuden nomineret til prisen for bedste mandlige hovedrolle, hvilket var første gang det skete. Matthesen vandt Bodilprisen for bedste mandlige hovedrolle. Filmen solgte over 900.000 biografbilletter.
I 2022 spillede han hovedrollen i Mehdi Avaz' dramafilm Toscana. Filmen modtog lunkne anmeldelser. Den blev den mest sete ikkeengelsksprogede film på en uge på Netflix. Ifølge Netflix har Toscana været den mest populære film i Danmark i løbet af maj 2022. Filmen har tilmed været en af de ti mest sete film i 59 lande. Blandt andet har filmen været populær i Italien, hvor store dele af filmen foregår.
I 2022/2023 turnerede han landet rundt med sit onemanshow JOKES – fra en hvid, straight mand.
I 2025 spillede Matthesen hovedrollen som Tommy Seebach i filmen Under stjernerne på himlen, instrueret af Kasper Gaardsøe. Samme år i august fik Ternet Ninja 3 biografpremiere.

## Privatliv
Anders Matthesen er opvokset i Albertslund. Han tager ofte udgangspunkt i bydelen i sin humor, hvilket han har kaldt "en reference, man kan bruge, når man skal henvise til et hårdt sted", men er samtidigt en kærlighedserklæring til bydelen. Efter HF-eksamen arbejdede han som pædagogmedhjælper, men blev fyret adskillige gange da han "ikke [gad] sidde og klynke i kaffen".
Matthesen blev i 2013 gift med sin kæreste gennem mere end tre år, Cemille Rosenberg, som er hans manager og har to børn fra et tidligere forhold. Sammen har de sønnen Spencer fra foråret 2011. Parret bor i en villa på Frederiksberg.
I 2014 købte Matthesen en stor villa på Frederiksberg, der tidligere havde huset Plejehjemmet Lotte, som blev drevet af Thyra Frank. Boligen kostede 17,5 mio. kr. Den blev solgt igen allerede efter to år for 19 mio. og er ombygget til luksuslejligheder.
I januar 2021 blev det offentligt kendt, at Matthesen havde solgt sit byggeforeningshus i Den hvide by på Frederiksberg for 12,8 mio. kr. Huset på 164 m2 havde Matthesen købt i 2005 for 5.763.000 kr. Køberen var influencer og tidligere P3-vært Cathrine Wichmand, der havde henvendt sig direkte for at købe huset.

## Hæder
Matthesen har modtaget en lang række priser og nomineringer for sit arbejde:
- 2001
  - Danish Music Awards: "Årets Entertainment Udgivelse" - Hva' snakker du om? – Den ka' byttes Vol. 1 (2000)[64]
- 2002
  - Danish Music Awards: "Årets Entertainment Udgivelse" - Hva' snakker du om? - Arne fortæller... Terkel i knibe (2001)[64]
- 2005
  - Robertprisen
    - Årets børne- og ungdomsfilm - Terkel i knibe
    - Publikumsprisen
    - Årets originale sang for "Paranoia".
- 2007
  - Årets Reumert:Årets Musikteater/show - Anden på coke[64]
  - Grand Danois[65]
    - Årest idol - Anders Matthesen
    - Årets griner - Anden på coke
- 2008
  - Livsglædens Pris fra Simon Spies Fonden, hvor der medfulgte 200.000 kr.[20]
  - Teaterflisen, der er en flise på Frederiksberg Allé,[66]
  - Holbergmedaljen med begrundelsen "med en unik sproglig og skikkelsesdannende kreativitet tager tidens besynderligheder under alvorlig kritisk-komisk behandling på scene, film og tv. Lydhørheden for talesprogets fantasifulde dynamik udmønter sig i stilistisk mangfoldighed og kontroversiel gennemslagskraft."[67]
- 2009
  - Svendprisen: Bedst mandlige skuespiller - Anders Matthesen
  - Zulu Comedy Galla: Årets komiker for filmen Sorte kugler- Anders Matthesen[68]
  - Tribini-prisen, der uddeles på Dyrehavsbakken. Bakkens direktør udtalte at Der er mange ligheder mellem dig og Bakkens navnkundige professor Tribini. Ikke mindst når det gælder din kærlighed til ord og evnen til at sætte dem sammen på en pudsig og finurlig måde.[69]
- 2010
  - Robertprisen: Publikumsprisen - Sorte kugle
  - Zulu Awards
    - Årets danske skuespiller - Anders Matthesen
    - Årets danske film - Sorte kugler

  - Årets Frederiksberg Kunstner, der uddeles af Frederiksberg Kommune.[70]
- 2013
  - Zulu Comedy Galla: Årets komiker for showet ANDERS - Anders Matthesen[71]
- 2017
  - Blixenprisen: Årets lydbog - Ternet Ninja
  - Orla-prisen: Bedste handling - Ternet Ninja[36]
- 2018
  - Reality Awards: Årets bitch fight - Jannik Rundholdt vs. Fie Laursen[72]
- 2019
  - Robertprisen
    - Årets adapterede manuskript - Anders Matthesen/Ternet Ninja
    - Årets børne- og familiefilm - Ternet Ninja
    - Årets originale sang for "Skubber det sne"

  - Pråsprisen - Ternet Ninja[73]
  - Svendprisen[74]
    - Årets danske film - Ternet Ninja
    - Juryens særpis - Anders Matthesen

  - Zulu Awards: Årets Danske film - Ternet Ninja
  - Zulu Comedy Galla: Årets komiker for sit jubilæumsshow ANDEN 25 og filmen Ternet Ninja (som første tredobblte vinder af prisen[75]) - Anders Matthesen
- 2021
  - Robertprisen
    - Årets adapterede manuskript - Anders Matthesen/Ternet Ninja
    - Årets børne- og familiefilm - Ternet Ninja
- 2022
  - Bodilprisen
    - Bedste mandlige hovedrolle - Ternet Ninja 2

## Diskografi
- 2000 Børneradio
- 2000 Hva' snakker du om? – Den ka' byttes Vol. 1 - Sange/Musik
- 2000 Hva snakker du om? 'Godnat lille dengse' Sang af Hva' snakker du om? – Sange/Musik
- 2001 Hva' snakker du om? - Arne fortæller... Terkel i knibe - Sange/Musik
- 2001 Gyserhørespillet Terkel i knibe
- 2006 Soevnloes
- 2010 Villa Peakstate
- 2016 Ternet Ninja - Lydbog
- 2018 Blodhævn
- 2018 Børnetelefonen - Sange/Musik
- 2019 Anden bringer ud

### Soundtrack
- 2003 Jul på Vesterbro - Sange/Musik
- 2004 Terkel i knibe - Sange/Musik
- 2009 Sorte kugler - Sange/Musik
- 2018 Ternet Ninja - Sange/Musik
- 2021 Ternet Ninja 2 - Sange/Musik

### Gæsteoptræden
- 2003 Get a Life Selv af Hustlerne (Bossy Bo og Jazzy H) - vokal og baggrundsvokal på spor 5, 9, 10 og 12
- 2005 Snedronningen -medvirkende på tre numre
- 2005 "Livet Går Jo Videre" - Keld & Hilda Heick, Anders Matthesen, Susanne Lana, Kisser & Søren, Annette Klingenberg, Michael Winckler, Vibe Lauth, Richard Ragnvald, Per Parbst - Singles & EPs - Sange/Musik
- 2015 Skarp (EP) af Pato Siebenhaar - "Tæl Til 10"

## Filmografi
| - 1998 Fra ende til Anden - 2000 Hva' snakker du om? - 2002 9 års jubilæum - 2004 Tal for dig selv - 2006 Anden paa coke? - 2008 Anders Matthesen...vender tilbage - 2012 ANDERS - 2016 Shhh - 2018 ANDEN 25 - 2019 Anden bringer ud - 2022 "JOKES - fra en hvid, straight mand" - 1993 DM i stand-up-comedy '93, 1993 - 1995 Talegaver til børn 1995 - 1996 Talegaver til børn 1996 - 1997 Talegaver til børn 1997 - 1999 Talegaver til børn 1999 - 2000 Talegaver til børn 2000 - 2001 Talegaver til børn 2001 (vært sammen med Mick Øgendahl) - 2001 'Anden' live i Cirkusbygningen - hva` snakker du om? - 2002 Talegaver til børn 2002 - 10 års jubilæum - 2002 Den ægte vare (sammen med Rune Klan, Jacob Tingleff, Mick Øgendahl, Geo og Carsten Eskelund) - 2004 Anden - 9-års-jubilæum - 2009 Bytte Bytte Købmand (sammen med Thomas Hartmann) - 2010 Anders Matthesen...vender tilbage - 2010 Anden live fra Det Kongelige Teater - 2010 Anden ekstranumre fra Østre Gasværk - 2020 Anden taler ud - 2003 Micktrix - 2004 Simon - 2004 Terkel i knibe - 2006 Rene hjerter - 2006 Spild af tid - 2009 Sorte kugler - 2013 Det Grå Guld - 2017 Den anden side - 2018 Ternet Ninja - 2019 De frivillige - 2021 Marco Effekten - 2021 Ternet Ninja 2 - 2022 Toscana - 2025 Under stjernerne på himlen - 2025 Ternet Ninja 3 | - 2004 Simon – Spies, skæg og ballade - 2011 Kjeld og Dirch: En Kærlighedshistorie |

### Tv og tv-serier
| År        | Title                                                               | Rolle/Job                                                  | Note(r) |
| --------- | ------------------------------------------------------------------- | ---------------------------------------------------------- | --- |
| 1998      | Andarki                                                             |                                                            | |
| 1998      | Andensortering                                                      |                                                            | |
| 1998      | Darios Joint                                                        |                                                            | |
| 1999      | Casper & Mandrilaftalen                                             | Doktor Doktor                                              | (10 afsnit) |
| 1999      | Intermezzo                                                          | Forskellige roller, biroller                               | |
| 2001      | Get Ahead                                                           | Gert Hartmann                                              | Get Ahead med Patrick Toftgaard |
| 2001      | Langt fra Las Vegas                                                 | Biroller, (stanley og Rockeren Jimmie og Tiggeren/junkien) | (3 afsnit) |
| 2001      | Danish Music Awards                                                 | Sig selv                                                   | |
| 2002      | Snurre Snups Søndagsklub                                            | Arne Nougatgren                                            | (1 afsnit) |
| 2002      | Danish Music Awards                                                 | Sig selv                                                   | |
| 2002      | Perforama                                                           | Mark Holst                                                 | sammen med Jonatan Spang, Mia Lyhne, Thomas Hartmann, Rune Klan)                                                                                       |
| 2002      | Kidchen                                                             |                                                            | |
| 2003      | Jul på Vesterbro                                                    | Alle roller                                                | |
| 2004      | Planet Voice                                                        | Sig selv                                                   | |
| 2005      | Robertprisen                                                        | Sig selv                                                   | |
| 2005      | Bodilprisen                                                         | Sig selv                                                   | |
| 2006      | Warsaw International Film Festival                                  | Sig selv                                                   | Warsaw International Film Festival – Grand Prix |
| 2007      | Grand Danois                                                        | Sig selv                                                   | |
| 2007      | Reumertprisen                                                       | Sig selv                                                   | |
| 2007      | Taipei Film Festival                                                | Sig selv                                                   | Taipei Film Festival – International New Talent Competition: Audience Award og Taipei Film Festival – International New Talent Competition Grand Prize |
| 2007      | Robertprisen                                                        | Sig selv                                                   | |
| 2008      | Comedy Kuren                                                        | Sig selv                                                   | |
| 2008      | Folkets Teaterpris                                                  | Sig selv                                                   | Folkets Teaterpris – Flise på Frederiksberg Allé |
| 2008      | Wulffs Magasin                                                      | Nick                                                       | Nick Å. EN. Ma |
| 2008–2009 | Komedie kuren                                                       |                                                            | |
| 2009      | Svendprisen                                                         | Sig selv                                                   | |
| 2009      | Zulu Comedy Galla '09                                               | Sig selv                                                   | Zulu Comedy Galla '09, 2009 |
| 2009      | Tribini-prisen                                                      | Sig selv                                                   | |
| 2010      | Robertprisen                                                        | Sig selv                                                   | |
| 2010      | Årets Frederiksberg Kunstner                                        | Sig selv                                                   | |
| 2010      | GAFFA-Prisen                                                        | Sig selv                                                   | GAFFA |
| 2010      | Zulu Awards 2010                                                    | Sig selv                                                   | |
| 2013      | Reumertprisen                                                       | Sig selv                                                   | |
| 2013      | Zulu Comedy Galla '13                                               | Sig selv                                                   | Zulu Comedy Galla '13, 2013 |
| 2016      | Zulu Comedy Galla '16                                               | Sig selv                                                   | Zulu Comedy Galla '16, 2016 |
| 2017      | Blixenprisen                                                        | Sig selv                                                   | |
| 2017      | Nytårsklar med Jannik Rundholdt                                     | Jannik Rundholdt                                           | |
| 2018      | Reality Awards                                                      | Sig selv                                                   | |
| 2018      | Zulu Awards 2018                                                    | Sig selv                                                   | |
| 2018      | Zulu Comedy Galla '18                                               | Sig selv                                                   | Zulu Comedy Galla '18, 2018 |
| 2018      | Godt nytår Danmark                                                  | Sig selv                                                   | |
| 2019      | Robertprisen                                                        | Sig selv                                                   | |
| 2019      | Zulu Awards 2019                                                    | Sig selv                                                   | |
| 2019      | Zulu Comedy Galla '19                                               | Sig selv                                                   | Zulu Comedy Galla '19, 2019 |
| 2019      | Robertprisen                                                        | Sig selv                                                   | |
| 2019      | Bodilprisen                                                         | Sig selv                                                   | |
| 2019      | Svendprisen                                                         | Sig selv                                                   | |
| 2020      | Lydens By/Danish Sound Network – Magnavox: Dansk Lydambassadør 2019 | Sig selv                                                   | |
| 2020      | Bucheon International Animation Festival                            | Sig selv                                                   | Bucheon International Animation Festival (Sydkorea) – Special Distinction Prize                                                                        |
| 2020      | Robertprisen                                                        | Sig selv                                                   | |
| 2020      | Bodilprisen                                                         | Sig selv                                                   | |
| 2020      | Året der gik                                                        | Sig selv                                                   | |
| 2021      | Kamikaze                                                            | Psyko-Bo                                                   | |

### Web, video, film & kortfilm
| År   | Title                           | Rolle/Job                                                  | Note(r)             |
| ---- | ------------------------------- | ---------------------------------------------------------- | ------------------- |
| 2003 | Micktrix                        | Sig selv                                                   | Film                |
| 2003 | Junglebogen 2                   | Lucky, danske stemme                                       | Film, dansk version |
| 2004 | Simon                           | Simon Spies                                                | Film, video         |
| 2004 | Terkel i knibe                  | Terkel, (Alle roller/alle andre stemmer hos alle rollerne) | Film                |
| 2006 | Rene hjerter                    | Kriss Henriksen                                            | Film                |
| 2006 | Spild af tid                    |                                                            | Film                |
| 2009 | Sorte kugler                    | Alex Klein                                                 | Film                |
| 2010 | Olsen-banden på de bonede gulve | Kriminalassistent Viggo Jensen                             | Film                |
| 2013 | Det Grå Guld                    | Kenny                                                      | Film                |
| 2016 | Den lille prins                 | Den Forfængelige, danske stemme                            | Film, dansk version |
| 2016 | Kæledyrenes hemmelige liv       | Max, danske stemme                                         | Film, dansk version |
| 2018 | Ternet Ninja                    | (Alle biroller/Alle andre stemmer kun birollerne)          | Film                |
| 2019 | De frivillige                   | Niels                                                      | Film                |
| 2019 | Kæledyrenes hemmelige liv 2     | Max, danske stemme                                         | Film, dansk version |
| 2021 | Marco Effekten                  | Teis Snap                                                  | Film                |
| 2021 | Ternet Ninja 2                  | (Alle biroller/alle andre stemmer kun birollerne)          | Film                |
| 2022 | Toscana                         | Theo Dahl                                                  | Film                |
| 2025 | Ternet Ninja 3                  | (Alle biroller/alle andre stemmer kun birollerne)          | Film                |

## Radio
| Titel      | Kanal  | År   | Funktion       |
| ---------- | ------ | ---- | -------------- |
| Børneradio | DR, P3 | 2000 | Sketcher, vært |